# Juan José Rocha García
Juan José Rocha García (Carthagène 1877 - Barcelone, 1938, est un avocat et homme politique espagnol, membre du parti républicain radical, qui est ministre de la guerre, ministre de la marine, ministre des affaires étrangères, ministre de l'éducation et des sciences, ministre de l'éducation et des belles lettres durant la Seconde République espagnole.

## Biographie
Membre du Parti républicain radical, il est conseiller municipal de Barcelone et ambassadeur au Portugal entre 1931 et 1933, date à laquelle il est élu député aux Cortes pour Murcie.
Ministre de la Guerre entre le 12 septembre et le 8 octobre 1933 dans le gouvernement d'Alejandro Lerroux, il  prend le portefeuille de la Marine dans les gouvernements successifs qui sont formés entre le 16 décembre 1933 et le 23 janvier 1935, quand il remplace Eloy Vaquero Cantillo à la tête du ministère d'État. Il reste à ce poste dans les cabinets successifs jusqu'à ce que, le 25 septembre de cette année, il soit nommé ministre de l'Instruction publique et des beaux-arts, portefeuille qu'il occupe jusqu'au 29 octobre. 